# 125 років Національному технічному університету «Харківський політехнічний інститут» (монета)
«125 ро́ків Націона́льному техні́чному університе́ту „Ха́рківський політехні́чний інститу́т“» — ювілейна монета номіналом 2 гривні, випущена Національним банком України, присвячена одному з найавторитетніших технічних університетів, у якому створювалися й розвивалися відомі наукові школи з механіки, фізики, матеріалознавства, авіації, ядерної фізики, танкобудування, тракторобудування, турбоагрегатів тощо, — Національному технічному університету «Харківський політехнічний інститут».
Монету введено в обіг 30 серпня 2010 року. Вона належить до серії «Вищі навчальні заклади України».

## Опис монети та характеристики
| Номінал грн. | Метал      | Маса, г | Діаметр, мм | Якість виготовлення       | Гурт     | Тираж, штук |
| ------------ | ---------- | ------- | ----------- | ------------------------- | -------- | ----------- |
| 2            | нейзильбер | 12,8    | 31,0        | спеціальний анциркулейтед | рифлений | 50 000      |

### Аверс
На аверсі монети розміщено малий Державний Герб України (угорі), напис півколом «НАЦІОНАЛЬНИЙ БАНК УКРАЇНИ», один з рельєфів головного корпусу (праворуч), на якому зображені символи науки, на тлі якого номінал: «2/ ГРИВНІ»; зображено гордість дослідницької бази університету — радіотелескоп (ліворуч), символ знань — книгу, під якою рік карбування монети — «2010». На монеті розміщено логотип Монетного двору Національного банку України (унизу).

### Реверс
На реверсі монети зображено будівлі університету, на тлі однієї з яких портрет В. Л. Кирпичова — засновника і першого директора Харківського політехнічного інституту та розміщено написи: «125 років» (унизу) і «НАЦІОНАЛЬНИЙ ТЕХНІЧНИЙ УНІВЕРСИТЕТ „ХАРКІВСЬКИЙ ПОЛІТЕХНІЧНИЙ ІНСТИТУТ“» (по колу).

## Автори

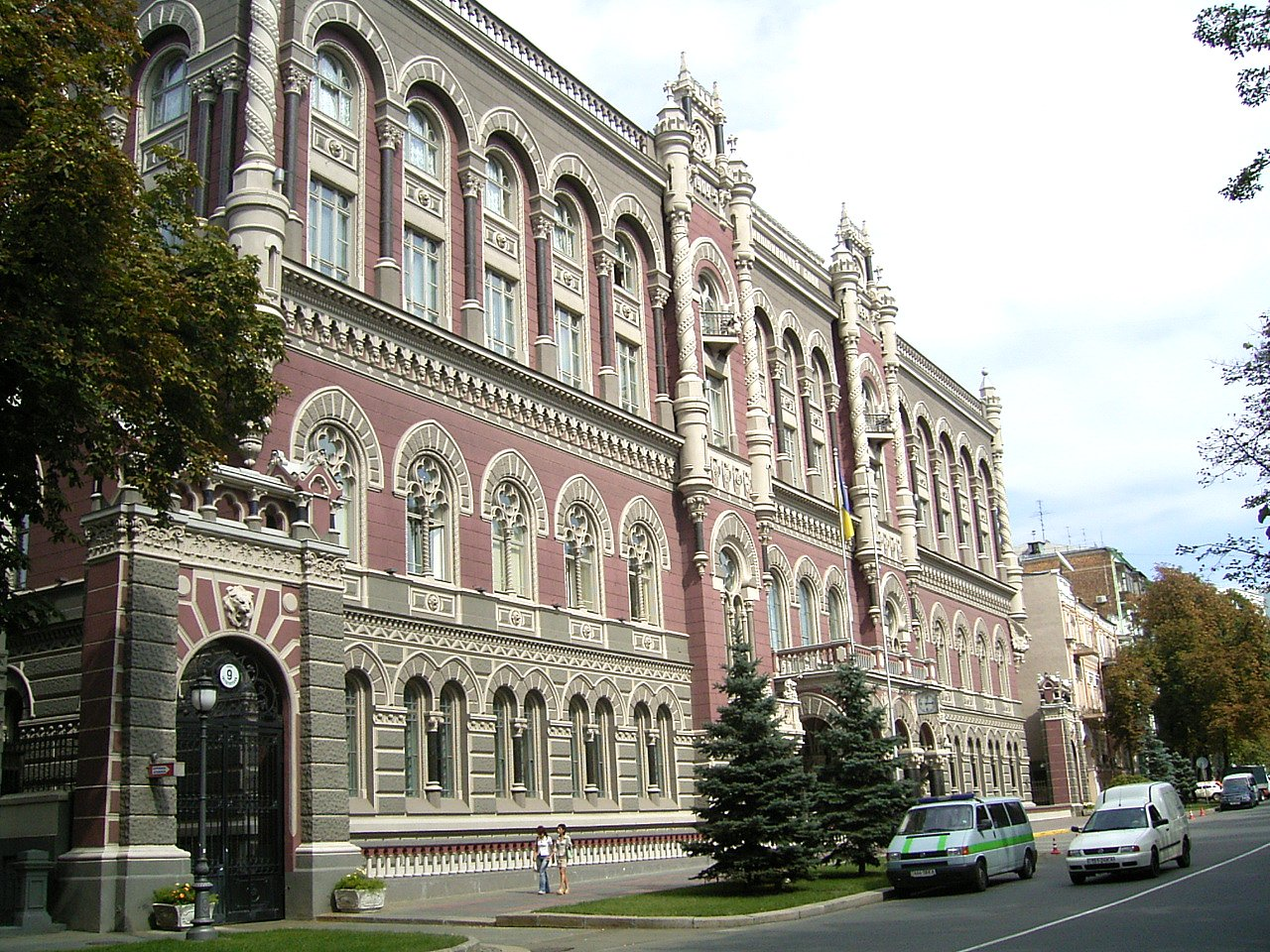
Будівля Національного банку України

Художник та скульптор — Володимир Атаманчук.

## Вартість монети
Ціна монети — 20 гривень, була вказана на сайті Національного банку України в 2014 році.
Фактична приблизна вартість монети з роками змінювалася так:
| Рік        | 2011 | 2012 | 2013 | 2014 | 2015 | 2016 | 2017 | 2018 | 2019 | 2020 | 2021 | 2022 | 2023 | 2024 | 2025 |
| ---------- | ---- | ---- | ---- | ---- | ---- | ---- | ---- | ---- | ---- | ---- | ---- | ---- | ---- | ---- | ---- |
| Ціна, грн. | 20   | 20   | 20   | 23   | 26   | 30   | 40   | 50   | 50   | 50   | 55   | 60   | 80   | 115  | 140  |